# Bisdom Helsingør

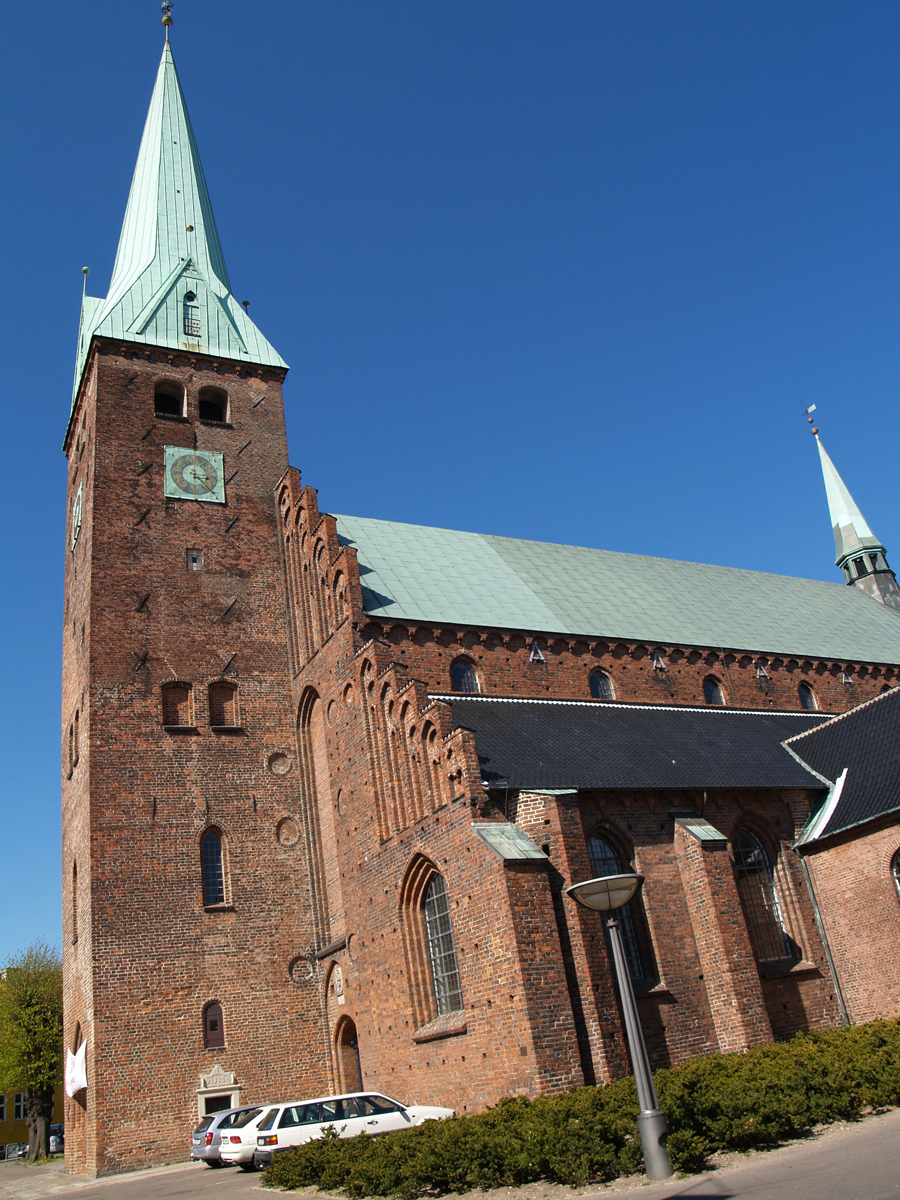
Sankt Olaikerk

Het bisdom Helsingør is een bisdom van de Deense Volkskerk in Denemarken. Het bisdom werd in 1962 opgericht als afsplitsing van het Kopenhagen. Het bisdom omvat de regio Hovedstaden buiten Kopenhagen en enkele randgemeenten die tot het bisdom Kopenhagen zijn blijven horen. De kathedraal is de Sankt Olaikerk in Helsingør.

## Statistieken bisdom
- 941.000 inwoners
- 165 kerken
- 147 parochies
- 13 proosdijen

## Proosdijen
- Ballerup-Furesø Provsti
- Fredensborg Provsti
- Frederikssund Provsti
- Frederiksværk Provsti
- Gentofte Provsti
- Gladsaxe-Herlev Provsti
- Glostrup Provsti
- Helsingør Domprovsti
- Hillerød Provsti
- Høje Taastrup Provsti
- Kongens Lyngby Provsti
- Rødovre-Hvidovre Provsti
- Rudersdal Provsti

De proosdijen zijn verder onderverdeeld in sogns (parochies), zie Lijst van parochies in het bisdom Helsingør.